# Praça das Palmeiras
A Praça das Palmeiras é a praça principal da cidade de Caiena, na Guiana Francesa . No seu centro está a coluna da República construída em 1890 para comemorar a Tomada da Bastilha e o fim da monarquia absoluta . Encontramos também a estátua de Félix Éboué .

## História
Estende-se por   e foi criado em 1821 pelo agrimensor do Rei Sidey para ventilar a cidade após a demolição das muralhas em 1810. Era então um local invadido por mato que se chamava “ a savana ", mas que recebeu o nome atual quando ali foram plantadas palmeiras-imperiais de Guisanbourg, alguns anos depois. A cada estação chuvosa, o local era regularmente inundado, para remediar esse inconveniente, o governador Chanel ordenou em 1925 que fosse escavada uma rede de canais de drenagem de cimento ao redor do local, dispositivo que ainda hoje pode ser encontrado. Ao sul da rue Lallouette, que corta a praça em duas, ficava a fonte Merlet que foi substituída em 1957 pela estátua de Félix Éboué.
É classificado como Monumento Histórico por decreto de 9 mars 1999 de O primeiro parâmetro é necessário, mas foi fornecido incorretamente! de {{{3}}}.

## Galeria

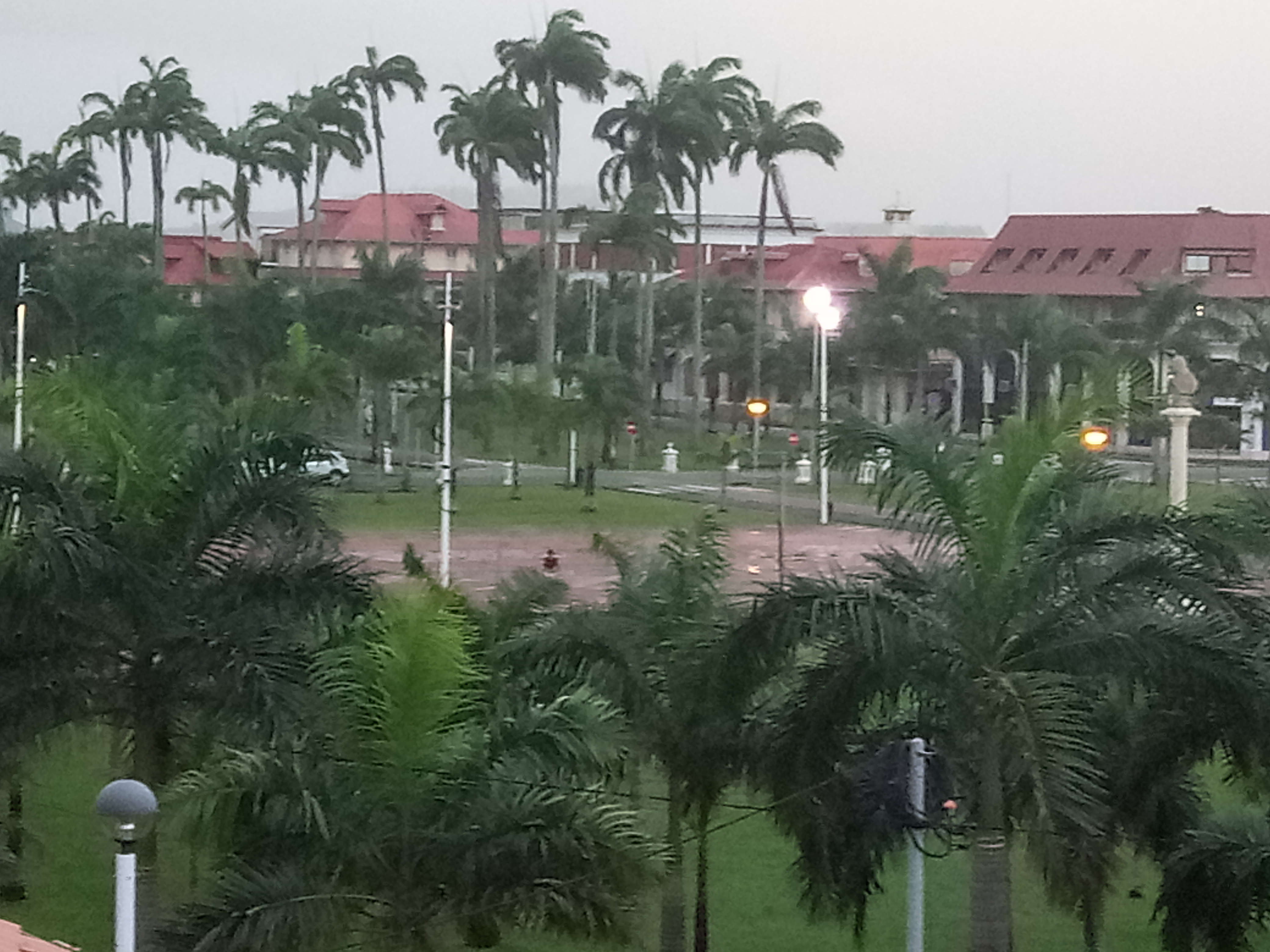
Praça das Palmeiras na chuva em Caiena.
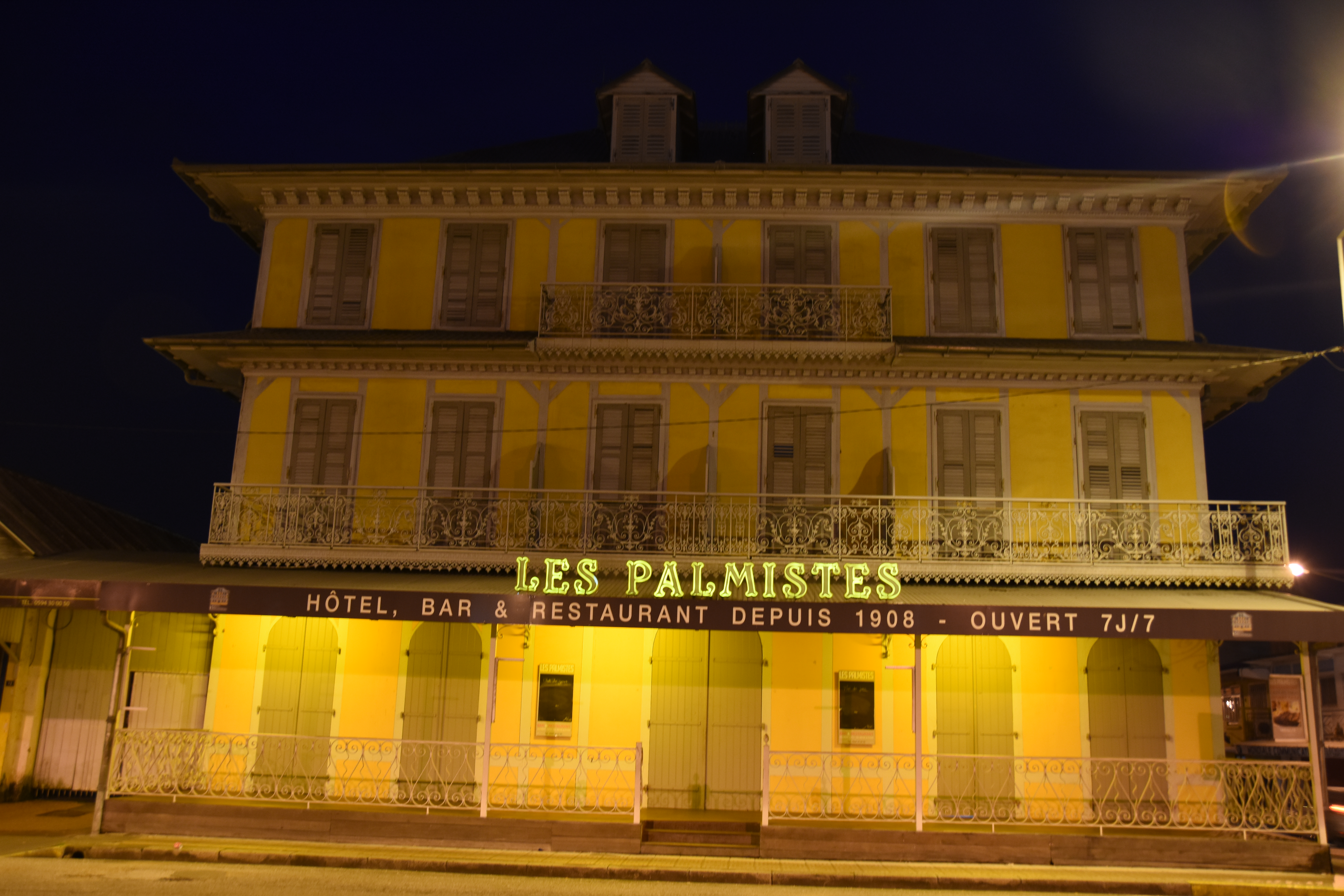
Bar as palmeiras perto da praça do mesmo nome
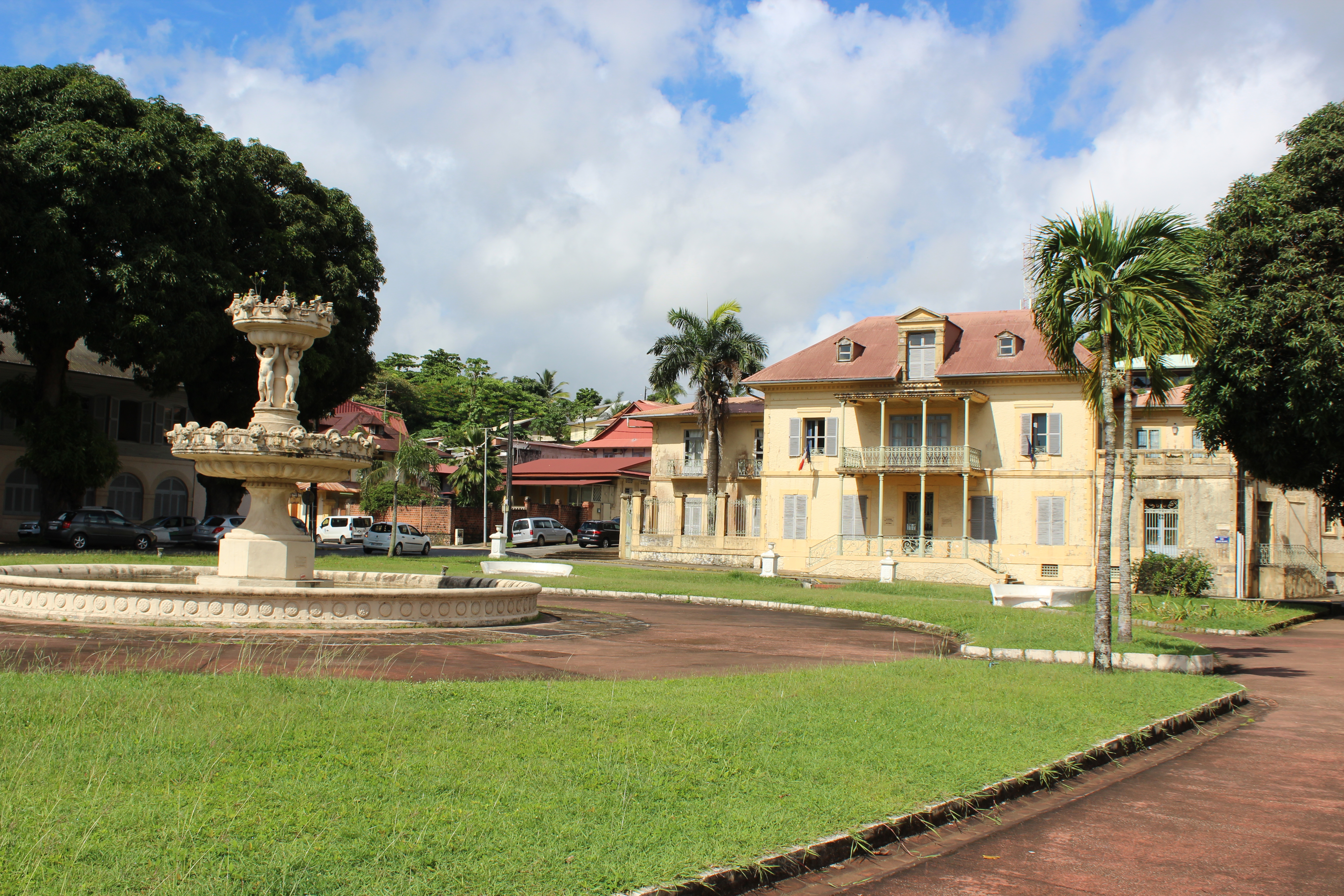
No parque da Place des Palmistes, perto do Hospital Antigo Jean Martial